# U-235
| U-235 | U-235 | U-235 |
| --- | --- | --- |
| U 235 | | |
| | | |
| Зображення підводного човна підтипу VIIC                                                                     | | |
| Верф | Friedrich Krupp Germaniawerft, Кіль                                                                                | Friedrich Krupp Germaniawerft, Кіль                                                                                |
| Під прапором                                                                                                 | Третій Рейх | Третій Рейх |
| Належність                                                                                                   | Крігсмаріне | Крігсмаріне |
| Порт приписки                                                                                                | Кіль Готенгафен Гамбург                                                                                            | Кіль Готенгафен Гамбург                                                                                            |
| Замовлення                                                                                                   | 20 січня 1941 | 20 січня 1941 |
| Закладений                                                                                                   | 25 лютого 1942 | 25 лютого 1942 |
| Спуск на воду                                                                                                | 4 листопада 1942                                                                                                   | 4 листопада 1942                                                                                                   |
| Введений до складу флоту                                                                                     | 19 грудня 1942 | 19 грудня 1942 |
| На службі | 1942—1945 | 1942—1945 |
| Загибель | 14 квітня 1945 року помилково був затоплений німецьким міноносцем T17                                              | 14 квітня 1945 року помилково був затоплений німецьким міноносцем T17                                              |
| Бойовий досвід                                                                                               | Друга світова війна Битва за Атлантику                                                                             | Друга світова війна Битва за Атлантику                                                                             |
| Проєкт | | |
| Тип ПЧ | середній торпедний ДПЧ                                                                                             | середній торпедний ДПЧ                                                                                             |
| Вартість | 4 714 000 ℛℳ | 4 714 000 ℛℳ |
| Основні характеристики                                                                                       | | |
| Швидкість (надводна)                                                                                         | 17,7 вузла (32,8 км/год)                                                                                           | 17,7 вузла (32,8 км/год)                                                                                           |
| Швидкість (підводна)                                                                                         | 7,6 вузла (14,1 км/год)                                                                                            | 7,6 вузла (14,1 км/год)                                                                                            |
| Робоча глибина занурення                                                                                     | 100 м | 100 м |
| Гранична глибина занурення                                                                                   | 220 м | 220 м |
| Дальність плавання                                                                                           | 135—174 км на швидкості 4 вузли (у підводному положенні) 11 470 км на швидкості 10 вузлів (у надводному положенні) | 135—174 км на швидкості 4 вузли (у підводному положенні) 11 470 км на швидкості 10 вузлів (у надводному положенні) |
| Екіпаж | 44—60 осіб | 44—60 осіб |
| Розміри | | |
| Довжина найбільша (по КВЛ)                                                                                   | 67,1 м | 67,1 м |
| Ширина корпусу найб.                                                                                         | 6,2 м | 6,2 м |
| Висота | 9,6 м | 9,6 м |
| Середня осадка (по КВЛ)                                                                                      | 4,74 м | 4,74 м |
| Водотоннажність надводна                                                                                     | 769 т | 769 т |
| Водотоннажність підводна                                                                                     | 871 т | 871 т |
| Силова установка                                                                                             | | |
| Дизель-електрична: 2 дизельних двигуни MAN M 6 V 40/46, 2 електродвигуни Siemens-Schuckert-Werke GU 343/38-8 | | |
| Гвинти | 2 | 2 |
| Потужність                                                                                                   | 2800—3200 к.с. (дизелі) 750 к.с. (електродвигуни)                                                                  | 2800—3200 к.с. (дизелі) 750 к.с. (електродвигуни)                                                                  |
| Озброєння | | |
| Артилерія | 1 × 88-мм палубна гармата SK C/35                                                                                  | 1 × 88-мм палубна гармата SK C/35                                                                                  |
| Торпедно- мінне озброєння                                                                                    | 4 носових і один кормовий ТА 14 торпед або 26 мін TMA                                                              | 4 носових і один кормовий ТА 14 торпед або 26 мін TMA                                                              |
| ППО | 1 × 37-мм зенітна гармата Flak M42 2 × 20-мм зенітні гармати FlaK 30                                               | 1 × 37-мм зенітна гармата Flak M42 2 × 20-мм зенітні гармати FlaK 30                                               |

U-235 — німецький середній підводний човен типу VIIC, що входив до складу Військово-морських сил Третього Рейху за часів Другої світової війни. Закладений 25 лютого 1942 року на верфі № 665 компанії Friedrich Krupp Germaniawerft у Кілі. Спущений на воду 4 листопада 1942 року. 19 грудня 1942 року корабель увійшов до складу 5-ї навчальної флотилії ПЧ ВМС нацистської Німеччини.

## Історія
U-235 належав до німецьких підводних човнів типу VIIC, найчисельнішого типу субмарин Третього Рейху, яких випущено 703 одиниці. Службу розпочав у складі 5-ї навчальної флотилії ПЧ. 29 жовтня 1943 року продовжив службу у бойовому складі 22-ї флотилії ПЧ, після того, як у травні був затоплений американськими бомбардувальниками в Кілі, при цьому загинули два члени екіпажу. Німецький човен був піднятий, відремонтований і повернутий до строю. 2 квітня 1945 року U-235 передали 31-й флотилії Крігсмаріне.
14 квітня 1945 року U-235 разом з U-1272 прямував до Норвегії, коли вони наразилися на невеликий німецький конвой, який ескортував міноносець T17. Всі судна не були попереджені про присутність інших кораблів, але конвой був попереджений про те, що в цьому районі знаходиться британський підводний човен. U-1272 занурився глибоко і уникнув неприємностей, але U-235 виринув, можливо, щоб ідентифікувати себе, а потім, ніби передумавши, також занурився. Т17 атакував, скинувши глибинні бомби. Внаслідок ураження глибинними бомбами загинуло 46 чоловіків, ніхто не вижив.

## Командири
- Оберлейтенант-цур-зее Госке фон Меллендорфф (19 грудня 1942 — 19 січня 1943)
- Оберлейтенант-цур-зее Клаус-Гельмут Беккер (20 січня — 20 травня 1943)
- Оберлейтенант-цур-зее Ганс-Еріх Куммец (29 жовтня 1943 — 1 квітня 1945)
- Капітан-лейтенант резерву Фрідріх Гуйсген (2—14 квітня 1945)